# Sekání trávníku (Izrael)
Sekání trávníku (hebrejsky כיסוח דשא‎) je metafora, která popisuje strategii Izraele proti palestinským militantům v Pásmu Gazy.
Termín poprvé použili akademici Efraim Inbár a Ejtan Šamir. Popisuje periodické provádění krátkých a úderných izraelských vojenských operací k udržení určité úrovně kontroly nad oblastí Pásma Gazy ovládané Hamásem, aniž by se tím Izrael zavázal k dlouhodobému politickému řešení, podobně jako by se udržoval trávník pravidelným sekáním.
Podle Adama Taylora z The Washington Post „tato fráze implikuje, že palestinští militanti v Pásmu Gazy a jejich zásoba prostých, ale účinných podomácku vyrobených zbraní, jsou jako plevel, který je třeba posekat“.
Naftali Bennett se o této myšlence zmínil ve svém projevu v roce 2018, když řekl („Kdo neseká trávu, bude posekán trávou.“).
Tato vojenská strategie byla za vlády Benjamina Netanjahua doplněna umožněním proudění katarských peněz určených pro vládu v Pásmu Gazy, tj. pro Hamás (hotovosti určené na financování chodu vlády a na zdravotnictví) přes izraelské území. Podle novinářských zdrojů šlo o součást Netanjahuovy politické taktiky „rozděl a panuj“. Od té si sliboval, že pokud bude v Pásmu Gazy vládnout Hamás a na Západním břehu Jordánu Palestinská autonomie v čele s Fatahem, budou Palestinci rozděleni a oslabí to jejich úsilí o uznání jejich státu. Podle izraelských médií měl Netanjahu tuto taktiku uplatňovat nejméně od roku 2014, kdy po tehdejší válce odmítl plán Saúdské Arábie na odstavení Hamásu od moci v Pásmu Gazy a obnovu pásma ze saúdských finančních zdrojů. Netanjahu naopak podpořil katarskou nabídku měsíčních převozů peněz pro vládu v Pásmu Gazy, i přesto, že před tímto postupem premiéra opakovaně varoval například Mosad.
Útok Hamásu na Izrael v říjnu 2023 a následná válka do značné míry ukázala nedostatky těchto strategií.

## Seznam izraelských vojenských operací v Pásmu Gazy
Související události:
- 2000–2005: Druhá intifáda
  - Operace Duha (2004)
  - Operace Dny pokání (2004)
- 2005: Izraelský plán jednostranného stažení z okupovaného Pásma Gazy, kde byly od roku 1967 budovány izraelské osady.
- 2006: V palestinských volbách roku 2006 zvítězil Hamás. V roce 2007 přebírá Hamás převratem kontrolu nad Pásmem Gazy.
- 2007: Zahájena izraelsko-egyptská blokáda Pásma Gazy.

Seznam vojenských operací:
- Operace Letní déšť (2006)
- Operace Podzimní mraky (2006)
- Operace Horká zima (2008)
- Operace Lité olovo (2008–2009)
- Izraelský zásah proti konvoji do Pásma Gazy (2010)
- Operace Pilíř obrany (2012)
- Operace Ochranné ostří (2014)
- Izraelsko-palestinské střety (květen 2019)
- Izraelsko-palestinské střety (květen 2021)
- Izraelsko-palestinské střety (srpen 2022)
- Operace Štít a šíp (květen 2023)